# Navyundu
La Navyundu, aussi écrit Naviundu, est une rivière de la ville de Lubumbashi dans la République démocratique du Congo et un affluent de la rivière Kafubu. 

## Géographie
La Navyundu prend source à l’est de la commune de la Kampemba à Lubumbashi.
Elle coule principalement du Nord au Sud et se jette dans la Kafubu au sud-ouest de la ville.